# Tenodera sinensis
Tenodera sinensis — вид богомолів з роду Tenodera родини богомолові. Великі крилаті богомоли, поширені в Східній Азії, зокрема в Китаї. Інтродуковані на схід Північної Америки.

## Опис
Великі богомоли з довгим і струнким тілом. Довжина тіла самиць складає 7,5-10 см, самці дрібніші. Передня частина надкрил бурого кольору, тоді як більша задня — зеленого. Забарвлення самців варіює: є зелена, світло-брунатна та сіра форми, остання часто з зеленими краями крил.
Голова довша за власну ширину, лобний щиток поперечний, з двома вертикальними килями. Фасеткові очі округлі, виступають за межі голови не сильно. Тім'я закруглене, дещо виступає за межі очей.
Передньоспинка довга, перевищує довжиною тазики передніх ніг. Передні стегна довгі, з 4 дискоїдальними та 4 зовнішніми шипами. Передні гомілки з 9-11 зовнішніми шипами. Крила добре розвинені в обох статей, довгі, виступають за кінець черевця. Церки довгі та тендітні.

### Генетика
Геном Tenodera sinensis описаний 2023 року та складає 2,6 млрд пар основ.

## Спосіб життя
Як і більшість богомолів є хижаками, що полюють з засідки. Живляться переважно комахами, хоча великі особини можуть вполювати дрібних хребетних. В науковій літературі описано 25 випадків поїдання самицями Tenodera sinensis з інтродукованої до Північної Америки популяції декількох видів колібрі.

## Ареал
Поширені в Китаї та Кореї. Завезений на північний схід США 1896 року, звідки поширився по східних та південних штатах. Також завезений на південь Канади, де відомий на півдні Онтаріо й Квебеку. На початку XXI століття поширився у Каліфорнії.

## У культурі
Tenodera sinensis є популярним мешканцем тераріумів, що його тримають у домашніх умовах. Також цього богомола утримують у лабораторіях для дослідження його біології, хоча цей вид є досить складним у розведенні. Зазвичай для нього підтримують температуру в діапазоні 24-28°C. У міру дорослішання личинок вони починають поїдати одна одну, хоча за умови надлишку їжі та великої площі тераріумів цього можна уникнути.
Також у США садівники використовують його для біологічної боротьби зі шкідниками, купуючи оотеки в магазинах.
У Китаї цих богомолів їдять на різних стадіях розвитку, у Кореї смажать імаго.
Цього богомола зображено на марці Сальвадору 1970 року та на марці Китаю.